# Джафар ас-Садик
Джафар ібн Мухаммед Абу Абдаллах (араб. جعفر بن محمد الصادق‎) — 6-й імамітський імам. Засновник Джафаритського мазхабу. Народився, жив і помер у Медині.
Джафар ас-Садик не брав ніякої участі у політичній діяльності та не претендував на імамат. Він був переконаним противником збройної боротьби за владу, засуджував виступи своїх родичів (Зайда ібн Алі в Куфі у 739—740 рр., Мухаммеда ан-Нафс аз-Закія в 762 р. у Хіджазі), зберігав мирні стосунки з омеядським халіфом Хішамом та аббасидським халіфом Мансуром, не зважаючи на їх жорстокі репресії проти Алідів. Більше того, після поразки Омеядів він відмовився від халіфату, запропонованого йому як голові Алідів. Основну роль, очевидно, відіграв тверезий розрахунок — реальна влада знаходилась тоді в руках прибічників Аббасидів.
Продовжуючи сімейну традицію у вивченні релігійних наук (хадисів, тафсиру, фікху), Джафар ас-Садик став духовним вождем «поміркованих» шиїтів. Саме вони стали популяризаторами його знань та релігійного авторитету. Вплив Джафара ас-Садика на формування релігійно-політичних поглядів «поміркованих» шиїтів був досить суттєвим. Відомо, що він був організатором зібрань, на яких обговорювались правові й богословські питання. Багато хто з учасників цих зібрань, що проголосили себе учнями Джафара ас-Садика, були авторами творів, у яких від імені імама з «дому Пророка» викладали різні аспекти шиїтської догматики, що перебувала на стадії формування. Йому приписують багато творів у різних областях знань — від традиційно мусульманських (хадиси, фікх, екзегетика) до окультних (магія, астрологія, алхімія). Прихильники «прихованого» (батин) сенсу «одкровення» проголосили його творцем вчення про алегоричне трактування тексту Корану. Деякі сучасні мусульманські вчені схильні бачити в Джафарі ас-Садику «батька арабської наукової традиції».
Сунніти шанували і шанують Джафара ас-Садика як авторитетного знавця передань, що походять від самого пророка Мухаммеда. Різні суфійські братства визнавали його своїм духовним наставником. Виняткову роль в історії шиїтського ісламу відводять йому шиїти-імаміти. Вони приписують йому розробку імамітської доктрини імамату. Імамітська традиція вважає Джафара ас-Садика творцем особливої богословської системи. В богослов'ї Джафара ас-Садика помітний вплив мутазилітів, передовсім у запереченні ним антропоморфізму. У питанні напередвизначення, що гостро дискутувалося у той час, він зайняв проміжну позицію: заперечуючи мутазалітську догму про свободу волі, він водночас не визнавав і безумовного напередвизначення.

З іменем Джафара ас-Садика пов'язане уявлення про джафр — езотеричні знання, що передавалися з роду в рід серед нащадків Алі ібн Абі Таліба.
Імаміти вважають Джафара ас-Садика творцем особливої правової системи, названої його іменем — джафаритського мазхабу, визнаного п'ятим «правовірним» мазхабом. Питання про те, якою мірою правові уявлення Джафара ас-Садика вплинули на формування джафаритського мазхабу, досі лишається невирішеним.

Після смерті Джафара ас-Садика його прихильники поділилися на кілька спільнот. З часом більшість визнала законним імамом Мусу ібн Джафар аль-Казима, що став сьомим шиїтським імамом. Одначе ще раніше частина шиїтів визнала імамат іншого сина Джафара ас-Садика — Ісмаїла ібн Джафара († 762 р.), поклавши цим початок найбільшого розколу в середовищі шиїтів — утворенню ісмаїлітської гілки